# Klastromalja
Klastromalja egykori falu Ukrajnában, Kárpátalján. 1946-ban Munkácshoz csatolták.
Pidmonaszírban található Kárpátalja egyik legrégebbi kolostora, a 14. század végén Korjatovics Tódor orosz-litván fejedelem által alapított bazilita atyák Szent Miklós görögkatolikus kolostora.
Felhasznált irodalom: 1736: Klastromallya, 1746: Submonasteriensis, 1808: Klastromallya, Podmonaster, 1851: Klastromalja (Pud-Manaster), 1864/65: Klastrom allya, 1873: Klastromalja3, Klastromalja1: Klastromalja3, Pod49, Podmonastirj.